# Футбольний матч Україна — Угорщина (1992)
Товариський матч між футбольними збірними України та Угорщини відбувся 29 квітня 1992 року на стадіоні «Авангард» в Ужгороді. Зустріч стала першою в історії української національної команди з часу проголошення незалежності.

## Передісторія
Спочатку матч був запланований на 22 квітня 1992 року. Місцем проведення було визначено Республіканський стадіон у Києві. Однак, Федерація футболу України не могла оплатити переліт суперників до Києва, і з огляду на це, Угорська футбольна федерація погодились, щоб збірна Угорщини приїхала до найближчого від кордону міста власним автобусом. Таким чином матч було перенесено до Ужгорода, а датою проведення було затверджено 29 квітня 1992 року.
Розширений список гравців складався із 41 футболіста вітчизняного та іноземних чемпіонатів, серед яких були Віктор Чанов, Олег Кузнецов, Олексій Михайличенко, Геннадій Литовченко, Олег Протасов, Олександр Заваров, Ігор Бєланов, Володимир Лютий, Сергій Юран та Андрій Канчельскіс. Однак через проблеми з фінансуванням для участі у першому матчі не було запрошено українських гравців з іноземних чемпіонатів, оскільки українській федерації потрібно було оплатити перельоти гравців до України. Участі українських легіонерів завадило і те, що раніше низка з них була запрошена до складу збірної СНД на гру проти Англії.
Головним тренером збірної був намір призначити Валерія Лобановського, який теж був легіонером і очолював тренерський штаб збірної ОАЕ. Однак сам Лобановський відмовився сумістити дві посади.
Після відмови Лобановського тренера обирали серед членів тренерської ради, до якої ввійшли Анатолій Пузач, Євген Кучеревський, Євген Лемешко, Юхим Школьников, Віктор Прокопенко та Валерій Яремченко. На перший матч до Ужгорода зі збірною приїхали Пузач, Яремченко та Прокопенко, який і став головним тренером команди.
На матч було заявлено 20 футболістів: воротарі — Ігор Кутепов («Динамо»), Віктор Гришко («Чорноморець»); захисники — Олег Лужний, Юрій Мороз (обидва — «Динамо»), Юрій Никифоров, Сергій Третяк (обидва — «Чорноморець»), Євген Драгунов («Шахтар»), Сергій Беженар («Дніпро»); півзахисники — Андрій Анненков, Сергій Ковалець, Сергій Заєць (усі — «Динамо»), Юрій Шелепницький, Юрій Сак, Ілля Цимбалар (усі — «Чорноморець»), Сергій Погодін («Шахтар»), Юрій Дудник («Металург» (Запоріжжя)); нападники — Олег Саленко («Динамо»), Іван Гецко, Сергій Гусєв (обидва — «Чорноморець»), Сергій Щербаков («Шахтар»).

## Матч
Матч відбувся 29 квітня 1992 року на стадіоні «Авангард» в Ужгороді за сонячної погоди з температурою повітря +22° C.
У першій половині гри Юрій Шелепницький не реалізував гольовий момент. Призначений арбітром штрафний удар за фол проти Сергія Щербакова також не був реалізований.
У другому таймі перевага гри була на боці гостей. Ряд швидких контратак угорської команди були реалізовані голами Іштвана Шаллої та Йожефа Кіпріца. За п'ять хвилин до кінця матчу Кіпріц реалізував призначений арбітром пенальті. На 90-й хвилині, за рахунку 0:3, Іван Гецко реалізував штрафний удар, ставши автором першого голу в історії української збірної.
На стадіоні за матчем спостерігали 13 000 глядачів.

### Деталі
| 29 квітня 1992 19:00 EEST |

| Україна        | 1 – 3 | Угорщина                                       |
| -------------- | ----- | ---------------------------------------------- |
| Іван Гецко 90' |       | Іштван Шаллої 61' Йожеф Кіпріц 70', 84' (пен.) |

| Авангард, Ужгород Глядачів: 13,000 Арбітр: Вадим Жук (Білорусь) |

| Україна | Угорщина |

| Україна:          |  |                       |     |     |
|                   |  |                       |     |     |
| ВР                |  | Ігор Кутепов          |     |     |
| ЗХ                |  | Олег Лужний           |     |     |
| ЗХ                |  | Юрій Никифоров        |     |     |
| ЗХ                |  | Сергій Беженар        |     |     |
| ЗХ                |  | Сергій Третяк         |     |     |
| ПЗ                |  | Сергій Ковалець       | 71' |     |
| ПЗ                |  | Ілля Цимбалар         |     |     |
| ПЗ                |  | Юрій Шелепницький (c) |     |     |
| ПЗ                |  | Олег Саленко          |     | 59' |
| ПЗ                |  | Сергій Погодін        |     | 56' |
| НП                |  | Сергій Щербаков       |     | 69' |
| Лава запасних:    |  |                       |     |     |
| ВР                |  | Віктор Гришко         |     |     |
| НП                |  | Іван Гецко            |     | 59' |
| ПЗ                |  | Юрій Сак              |     | 56' |
| НП                |  | Сергій Гусєв          |     | 69' |
| ЗХ                |  | Євген Драгунов        |     |     |
| ПЗ                |  | Андрій Анненков       |     |     |
| ЗХ                |  | Сергій Заєць          |     |     |
| ЗХ                |  | Юрій Мороз            |     |     |
| ПЗ                |  | Юрій Дудник           |     |     |
| Тренер:           |  |                       |     |     |
| Віктор Прокопенко |  |                       |     |     |

| Угорщина:      |  |                   |     |     |
|                |  |                   |     |     |
| ВР             |  | Іштван Брокгаузер |     | 88' |
| ЗХ             |  | Тамаш Монос       | 16' |     |
| ЗХ             |  | Андраш Телек      |     |     |
| ЗХ             |  | Тібор Шимон       |     |     |
| ЗХ             |  | Еміль Лорінц      |     | 86' |
| ЗХ             |  | Жолт Лімпергер    |     | 58' |
| ПЗ             |  | Йожеф Кіпріц      |     |     |
| ПЗ             |  | Ґабор Мартон      |     | 82' |
| ПЗ             |  | Іштван Шаллої     | 17' | 74' |
| ПЗ             |  | Петер Ліпчеї      |     |     |
| ПЗ             |  | Іштван Вінце      |     |     |
| Лава запасних: |  |                   |     |     |
| ВР             |  | Тамаш Балог       |     | 88' |
| ПЗ             |  | Іштван Пішонт     |     | 74' |
| ЗХ             |  | Тібор Балог       |     | 58' |
| ПЗ             |  | Кальман Ковач     |     | 86' |
| ПЗ             |  | Бела Іллеш        |     | 82' |
| Тренер:        |  |                   |     |     |
| Емерік Єней    |  |                   |     |     |

| - Асистенти арбітра: - Валерій Авдиш (Україна) - Володимир П'яних (Україна) - Резервний арбітр: ? (?) | - Регламент - 90 хвилин. - Сім замін. |